# Кондопожское городское поселение
Кондопо́жское городско́е поселе́ние — муниципальное образование в Кондопожском районе, Республики Карелия, Российской Федерации.
Административный центр — город Кондопога.

## Население
| 2009    | 2010    | 2012    | 2013    | 2014    | 2015    | 2016    |
| ------- | ------- | ------- | ------- | ------- | ------- | ------- |
| 33 443  | ↗33 630 | ↘33 051 | ↘32 595 | ↘32 279 | ↘32 139 | ↘31 835 |
| 2017    | 2018    | 2019    | 2020    | 2021    | 2023    |         |
| ↘31 431 | ↘30 914 | ↘30 342 | ↘29 807 | ↘26 414 | ↘25 848 |         |

## Населённые пункты
В состав городского поселения входят населённые пункты:
| № | Населённый пункт | Тип населённого пункта | Население |
| - | ---------------- | ---------------------- | --------- |
| 1 | Кондопога        | город                  | ↘25 295   |
| 2 | Берёзовка        | посёлок                | ↘553      |
| 3 | Сюрьга           | деревня                |           |
| 4 | Нигозеро         | разъезд                |           |